# Junior Sornoza
Junior Nazareno Sornoza Moreira (Portoviejo, Província de Manabí, 28 de janeiro de 1994), mais conhecido como Sornoza, é um futebolista equatoriano, que atua como meia. Atualmente, joga no Independiente Del Valle.

## Carreira

### Início
Iniciou-se no Club Cristo Rey de Portoviejo, depois foi parte da Seleção de Manabí no Campeonato Nacional de Seleções Provinciais em 2005 e em 2007. 

### Independiente del Valle
Em 2009, seus direitos desportivos foram adquiridos pelo Independiente del Valle e, em 2011, subiu para o time principal onde permaneceu até 2016. Foram 163 jogos, 59 gols e 37 assistências pelo clube equatoriano.

### Fluminense
Em 3 de janeiro de 2017, se apresentou ao Fluminense após grande destaque na Copa Libertadores da América de 2016 e firmou contrato definitivo até o final de 2019.

### Corinthians
No dia 7 de janeiro de 2019, foi anunciado como reforço do Corinthians e se tornou o primeiro equatoriano da história do clube. Estreou, oficialmente, com a camisa do clube paulista, no dia 20 de janeiro de 2019, em um empate por 1-1, contra o São Caetano, na Neo Química Arena, pelo Campeonato Paulista 2019. Marcou seu primeiro e único gol, pelo Corinthians, no dia 30 de maio de 2019, em uma vitória por 2-0, contra o Deportivo Lara, no Estádio Metropolitano de Fútbol de Lara, pela Copa Sul-Americana 2019.

### LDU
Após uma temporada fraca em 2019 e fora dos planos do novo técnico do Corinthians, foi emprestado para a LDU em 2020 com uma opção de compra ao final da temporada.

### Tijuana
Em 05 de janeiro de 2021, ainda fora dos planos do Corinthians, assinou um contrato de empréstimo com o Tijuana até o final de 2021. O jogador terá o salário pago 100% pelo clube mexicano com opção de compra no final da temporada. Estreou com a camisa do time mexicano, no dia 16 de janeiro de 2021, em um empate por 0-0, contra o FC Juárez, pela Liga MX.

## Seleção nacional
Junior Sornoza participou da Seleção do Equador Sub-17, no Sul-Americano do Equador em 2011, para o Copa do Mundo Sub-17 de 2011, conseguindo se classificar. Também fez parte da Seleção Equatoriana que disputou o Campeonato Sul-Americano Sub-20 de 2013. Foi convocado por Sixto Vizuete para jogar na Seleção do Equador nas partidas amistosas contra a Bolívia, no qual marcou seu primeiro gol.

### Participações em eliminatórias
| Eliminatórias     | Sede           | Resultado    |
| ----------------- | -------------- | ------------ |
| Eliminatória 2014 | América do Sul | Classificado |

### Seleção Equatoriana
Sub-17
|     | Data                | Local                                   | Resultado | Adversário     | Gols | Assist. | Competição                   |
| --- | ------------------- | --------------------------------------- | --------- | -------------- | ---- | ------- | ---------------------------- |
| 1.  | 12 de março de 2011 | Santo Domingo de los Colorados, Equador | 2 – 1     | Bolívia        | 0    | 0       | Sul Americano Sub-17         |
| 2.  | 15 de março de 2011 | Ambato, Equador                         | 1 – 1     | Peru           | 1    | 0       | Sul Americano Sub-17         |
| 3.  | 21 de março de 2011 | Santo Domingo de los Colorados, Equador | 1 – 0     | Uruguai        | 1    | 0       | Sul Americano Sub-17         |
| 4.  | 24 de março de 2011 | Santo Domingo de los Colorados, Equador | 2 – 0     | Argentina      | 0    | 0       | Sul Americano Sub-17         |
| 5.  | 28 de março de 2011 | Santo Domingo de los Colorados, Equador | 0 – 0     | Colômbia       | 0    | 0       | Sul Americano Sub-17         |
| 6.  | 31 de março de 2011 | Quito, Equador                          | 2 – 2     | Paraguai       | 0    | 0       | Sul Americano Sub-17         |
| 7.  | 3 de abril de 2011  | Santo Domingo de Los Colorados, Equador | 3 – 1     | Brasil         | 0    | 0       | Sul Americano Sub-17         |
| 8.  | 6 de abril de 2011  | Quito, Equador                          | 1 – 2     | Argentina      | 0    | 0       | Sul Americano Sub-17         |
| 9.  | 20 de junho de 2011 | Querétaro, México                       | 1 – 6     | Alemanha       | 0    | 0       | Copa do Mundo Sub-17 de 2011 |
| 10. | 23 de junho de 2011 | Querétaro, México                       | 2 – 1     | Panamá         | 0    | 0       | Copa do Mundo Sub-17 de 2011 |
| 11. | 26 de junho de 2011 | Guadalajara, México                     | 2 – 0     | Burquina Fasso | 0    | 0       | Copa do Mundo Sub-17 de 2011 |
| 12. | 29 de junho de 2011 | Guadalajara, México                     | 0 – 2     | Brasil         | 0    | 0       | Copa do Mundo Sub-17 de 2011 |

Sub-20
|    | Data                  | Local               | Resultado | Adversário | Gols | Assist. | Competição           |
| -- | --------------------- | ------------------- | --------- | ---------- | ---- | ------- | -------------------- |
| 1. | 10 de janeiro de 2013 | San Juan, Argentina | 1 – 1     | Brasil     | 0    | 0       | Sul Americano Sub-20 |
| 2. | 12 de janeiro de 2013 | San Juan, Argentina | 0 – 1     | Venezuela  | 0    | 0       | Sul Americano Sub-20 |
| 3. | 14 de janeiro de 2013 | San Juan, Argentina | 2 – 2     | Uruguai    | 0    | 0       | Sul Americano Sub-20 |
| 4. | 16 de janeiro de 2013 | San Juan, Argentina | 2 – 1     | Peru       | 0    | 0       | Sul Americano Sub-20 |
| 5. | 20 de janeiro de 2013 | Mendoza, Argentina  | 2 – 1     | Colômbia   | 0    | 0       | Sul Americano Sub-20 |
| 6. | 23 de janeiro de 2013 | Mendoza, Argentina  | 4 – 1     | Chile      | 0    | 0       | Sul Americano Sub-20 |
| 7. | 30 de janeiro de 2013 | Mendoza, Argentina  | 3 – 2     | Peru       | 0    | 0       | Sul Americano Sub-20 |

Seleção principal
|     | Data                   | Local                           | Resultado | Adversário     | Gols | Assist. | Competição               |
| --- | ---------------------- | ------------------------------- | --------- | -------------- | ---- | ------- | ------------------------ |
| 1.  | 6 de setembro de 2014  | Fort Lauderdale, Estados Unidos | 0 – 4     | Bolívia        | 1    | 0       | Amistoso                 |
| 2.  | 9 de setembro de 2014  | East Rutherford, Estados Unidos | 1 – 0     | Brasil         | 0    | 0       | Amistoso                 |
| 3.  | 10 de outubro de 2014  | East Hartford, Estados Unidos   | 1 – 1     | Estados Unidos | 0    | 0       | Amistoso                 |
| 4.  | 14 de outubro de 2014  | Harrison, Estados Unidos        | 1 – 5     | El Salvador    | 0    | 0       | Amistoso                 |
| 5.  | 7 de setembro de 2018  | Nova York, Estados Unidos       | 2 – 0     | Jamaica        | 0    | 0       | Amistoso                 |
| 6.  | 16 de outubro de 2018  | Doha, Catar                     | 0 – 0     | Omã            | 0    | 0       | Amistoso                 |
| 7.  | 5 de setembro de 2019  | Harrison, Estados Unidos        | 1 – 0     | Peru           | 0    | 0       | Amistoso                 |
| 8.  | 10 de setembro de 2019 | Cuenca, Equador                 | 3 – 0     | Bolívia        | 1    | 0       | Amistoso                 |
| 9.  | 13 de outubro de 2019  | Elche, Espanha                  | 1 – 6     | Argentina      | 0    | 0       | Amistoso                 |
| 10. | 12 de novembro de 2020 | La Paz, Bolívia                 | 3 – 2     | Bolívia        | 0    | 0       | Elim. Copa do Mundo 2022 |

## Títulos
Fluminense
- Taça Guanabara (1): 2017
- Taça Rio (1): 2018

Corinthians
- Campeonato Paulista (1): 2019

Independiente del Valle
- Campeonato Equatoriano: 2021

- Copa Sul Americana: 2022
- Copa do Equador: 2022
- Supercopa do Equador: 2023
- Recopa Sul-Americana:2023

LDU Quito
- Supercopa do Equador: 2020

## Campanhas de destaque

### Independiente del Valle
- Copa Libertadores da América: vice-campeão (2016)